# Datnioides pulcher
Datnioides pulcher är en fiskart som först beskrevs av Kottelat, 1998.  Datnioides pulcher ingår i släktet Datnioides och familjen Datnioididae. IUCN kategoriserar arten globalt som akut hotad. Inga underarter finns listade i Catalogue of Life.